# Cryptophis incredibilis
Espèce
Synonymes
- Rhinoplocephalus incredibilis Wells & Wellington, 1985

Cryptophis incredibilis est une espèce de serpents de la famille des Elapidae. 

## Répartition
Cette espèce est endémique du Queensland en Australie. Elle se rencontre sur l'île Prince-de-Galles dans les îles du détroit de Torrès.

## Description
C'est un serpent venimeux et vivipare.

## Publication originale
- Wells & Wellington, 1985 : A classification of the Amphibia and Reptilia of Australia. Australian Journal of Herpetology, Supplemental Series, vol. 1, p. 1-61 (texte intégral).